# Pseudacris
Genre
Synonymes
- Chorophilus Baird, 1854
- Helocaetes Baird, 1854
- Hyliola Mocquard, 1899
- Limnaoedus Mittleman & List, 1953
- Parapseudacris Hardy & Borroughs, 1986

Pseudacris est un genre d'amphibiens de la famille des Hylidae.

## Répartition
Les 18 espèces de ce genre se rencontrent en Amérique du Nord.

## Étymologie
Le nom Pseudacris est dérivé du grec pseudes (faux) et akris (criquet). En référence à la ressemblance de ses espèces avec celles du genre Acris, mais qui n'en sont pas.

## Liste des espèces
Selon Amphibian Species of the World (26 février 2015) :
- Pseudacris brachyphona (Cope, 1889)
- Pseudacris brimleyi Brandt & Walker, 1933
- Pseudacris cadaverina (Cope, 1866)
- Pseudacris clarkii (Baird, 1854)
- Pseudacris crucifer (Wied-Neuwied, 1838)
- Pseudacris feriarum (Baird, 1854)
- Pseudacris fouquettei Lemmon, Lemmon, Collins & Cannatella, 2008
- Pseudacris hypochondriaca (Hallowell, 1854)
- Pseudacris illinoensis Smith, 1951
- Pseudacris kalmi Harper, 1955
- Pseudacris maculata (Agassiz, 1850) - Rainette faux-grillon boréale
- Pseudacris nigrita (LeConte, 1825)
- Pseudacris ocularis (Holbrook, 1838)
- Pseudacris ornata (Holbrook, 1836)
- Pseudacris regilla (Baird & Girard, 1852) - Rainette du Pacifique
- Pseudacris sierra (Jameson, Mackey & Richmond, 1966)
- Pseudacris streckeri Wright & Wright, 1933
- Pseudacris triseriata (Wied-Neuwied, 1838) - Rainette faux-grillon de l'Ouest

## Publication originale
- Fitzinger, 1843 : Systema Reptilium, fasciculus primus, Amblyglossae. Braumüller et Seidel, Wien, p. 1-106 (texte intégral).